# Движение за развитие человеческого потенциала
Движение за развитие человеческого потенциала (англ. Human Potential Movement) — общественное движение, возникшее в США в 1940-х годах. Идеология движения основана на концепциях персонального роста и реализации экстраординарных потенциальных возможностей, имеющихся и существенно нераскрытых во всех людях. Испытав значительное влияние со стороны гуманистической психологии, достигло наивысшего расцвета на волне контркультуры шестидесятых, после основания в 1962 году Эсаленского института в Калифорнии — центра гуманистического альтернативного образования и духовных практик (ретрита).
Истоками Движения за человеческий потенциал являются теории и практики групповой динамики, разрабатывавшиеся в западных странах (США, Великобритания) в период после Второй мировой войны. В 1946 году в Массачусетском технологическом институте под руководством Курта Левина возникла первая тренинговая группа (англ. training group, Т-группа) — небольшая неструктурированная группа повышения индивидуальных и коллективных навыков. После смерти Левина центр исследований переместился в Национальную лабораторию тренинга (англ. National Training Laboratories, НЛТ) в Бетеле (штат Мэн), где с 1947 года его коллеги и ученики продолжили изучение динамики в тренинговых группах. В 1954 году в НЛТ появляются тренинговые группы, ориентированные на выяснение жизненных ценностей человека, усиление чувства его самоидентичности, получившие название групп сензитивности (англ. sensitivity-training groups).
Движение за человеческий потенциал оказало влияние на становление движения Нью-эйдж в США, на появление множества новых психотерапевтических практик и тренингов. В конце 1970-х годов популярность движения пошла на спад в связи с возросшим стремлением Нью-эйджа к мистицизму и восточным эзотерическим традициям, а также вследствие падения интереса со стороны академических кругов США. Движение подвергается критике за неэтичность и некорректность своих теоретических положений, а также за отсутствие серьёзных научных исследований практик на основе этих положений.